# Трезевант (Теннессі)
Трезевант (англ. Trezevant) — місто (англ. town) в США, в окрузі Керролл штату Теннессі. Населення — 799 осіб (2020).

## Географія
Трезевант розташований за координатами 36°0′40″ пн. ш. 88°37′15″ зх. д. / 36.01111° пн. ш. 88.62083° зх. д. (36.011043, -88.620721).  За даними Бюро перепису населення США в 2010 році місто мало площу 3,61 км², уся площа — суходіл.

## Демографія
Згідно з переписом 2010 року, у місті мешкало 859 осіб у 369 домогосподарствах у складі 231 родини. Густота населення становила 238 осіб/км².  Було 420 помешкань (116/км²).
Расовий склад населення:
| - 84,7 % — білих - 12,8 % — чорних або афроамериканців - 0,2 % — корінних американців - 0,1 % — азіатів |

До двох чи більше рас належало 1,3 %. Частка іспаномовних становила 2,4 % від усіх жителів.
За віковим діапазоном населення розподілялося таким чином: 22,8 % — особи молодші 18 років, 57,4 % — особи у віці 18—64 років, 19,8 % — особи у віці 65 років та старші. Медіана віку мешканця становила 43,3 року. На 100 осіб жіночої статі у місті припадало 96,6 чоловіків;  на 100 жінок у віці від 18 років та старших — 87,8 чоловіків також старших 18 років.
Середній дохід на одне домашнє господарство  становив 37 342 долари США (медіана — 30 750), а середній дохід на одну сім'ю — 42 909 доларів (медіана — 34 519). Медіана доходів становила 31 875 доларів для чоловіків та 27 639 доларів для жінок. За межею бідності перебувало 26,4 % осіб, у тому числі 44,2 % дітей у віці до 18 років та 21,9 % осіб у віці 65 років та старших.
Цивільне працевлаштоване населення становило 321 особа. Основні галузі зайнятості: виробництво — 27,4 %, освіта, охорона здоров'я та соціальна допомога — 20,9 %, роздрібна торгівля — 11,2 %, науковці, спеціалісти, менеджери — 9,0 %.